# Hartmann von Aue
Hartmann von Aue (rojen okoli 1165 - † predvidoma med letoma 1210 in 1220) velja poleg Wolframa von Eschenbacha in Gottfrieda von Straßbourga za najpomembnejšega epika takomenovane Nemške srednjevisoke klasike (mittelhochdeutsche Klassik), ki se je razvila v obdobju Visokega srednjega veka.
Skupaj s Heinrichom von Veldeke je začetnik, iz francoskega prostora prinešenega, dvorskega romana.

## Življenje in časovna uvrstitev del
Njegovo rojstvo uradno ni bilo zabeleženo. Rekonstrukcija njegovega življenja je zato v veliki meri odvisna od njegovih del ter omemb drugih avtorjev.  
Chrétien de Troyes naj bi med letoma 1160 in 1180 napisal svoji najznamenitejši deli Erec et Enide in Yvain. Ti dve deli, sta služili kot navdih, za mnoge kasnejše avtorje. Tako je bilo tudi pri Hartmannu von Aueju, ki je izdal svoji deli Erec in Ivajn (nem. Iwein). Predvidevamo lahko, da je Hartmann von Aue kot avtor stopil v ospredje po letu 1180.
Okoli leta 1210 pa naj bi izšli njegovi Verzni romani (nem. Versromane), kajti Wolfram von Eschenbach se v svojem Parzivalu nanaša na Hartmannov roman Iwein (253,10–14; 436,4–10), ki hkrati velja za njegov zadnji roman.
Tema dvorskega romana je avantura, pustolovščina (orig. âventiure, nem. Abenteuer).
Hartmannove križarske pesnitve (Kreuzlieder) se nanašajo na Tretji križarki pohod leta 1189 in na leta 1197 (pripravljeni) nemški križarski pohod pod vodstvom njegovega mecena Heinricha IV, ki pa je zaradi smrti slednjega ostal zgolj na papirju.

Okoli leta 1210 omeni Gottfried von Straßburg v svojem delu ''Tristan'', Hartmanna kot živečega avtorja (V. 4621-4635).
Heinrich von dem Türlin pa v svojem delu Crône, ki naj bi izšlo po letu 1220, toži nad njegovo smrtvijo (V. 2372–2437).
Največ informacij o njegovem življenju nam podaju epilogi ter prologi njegovih del. Posebej v prologih v Ubogem Heinrichu (der Arme Heinrich) in Ivajnu poda Hartmann izjavo o sebi:
| Ein ritter sô gelêret was, daz er an den buochen las, swaz er dar an geschriben vant: der was Hartmann genannt, dienstman was er zOuwe. | Es war einmal ein Ritter, der so gebildet war, daß er alles, was er in den Büchern geschrieben fand, lesen konnte. Er hieß Hartmann und war Lehnsmann zu Aue. | Bil je nekoč vitez tako izobražen, da je znal prebrati vse, kar je našel v knjigah. Ime mu je bilo Hartmann in sicer fevdalec iz Aua. |

(Hartmann von Aue: Der arme Heinrich, V. 1–5. Hg. v. Ursula Rautenberg, übersetzt von Siegfried Grosse. Stuttgart 1993.)

## Vir
- Horst Brunner. Geschichte der deutschen Literatur des Mittelalters im Überblick. Stuttgart. Reclam, 1997.